# 1266
Il 1266 (MCCLXVI in numeri romani) è un anno  del XIII secolo.

## Eventi
- 26 febbraio – battaglia di Benevento scontro tra le truppe di Carlo I d'Angiò e Manfredi di Sicilia per il controllo del regno di Napoli e di Sicilia.
- 27 marzo - Viene battezzato Dante Alighieri
- 11 aprile – Secondo quanto riportato dal cronista Buccio di Ranallo, avvenne la rifondazione della città dell'Aquila

## Nati
- 3 febbraio - Richard FitzAlan, VIII conte di Arundel, nobile inglese († 1301)
- Aitone II d'Armenia, re († 1307)
- 'Ala' al-Din II di Delhi, sultano († 1316)
- Edvige di Kalisz, nobile polacca († 1339)
- Enrico II di Gorizia, nobile italiano († 1323)
- Giovanna da Signa, italiana († 1307)
- Giovanni III di Meclemburgo, principe († 1289)
- Francesco Patrizi, presbitero italiano († 1328)
- Zhou Daguan, diplomatico cinese († 1346)
- Margherita di Villehardouin, nobildonna bizantina († 1315)

## Morti
- 6 gennaio - Walther van Keppel, militare olandese (n. 1194)
- 11 gennaio - Świętopełk II di Pomerania, nobile polacco
- 29 gennaio - Paganino della Torre, nobile italiano
- 31 gennaio - Tiso VII da Camposampiero, condottiero e politico italiano
- 26 febbraio - Manfredi di Sicilia, sovrano italiano (n. 1232)
- 26 febbraio - Riccardo di Lauria, nobile italiano
- 17 marzo - Pierre de Montreuil, architetto francese
- 24 marzo - Bernardo di Botone, giurista italiano
- 4 aprile - Giovanni I, Margravio di Brandeburgo, nobile (n. 1213)
- 18 aprile - Amadio degli Amidei, santo italiano
- 27 maggio - Elisabetta di Brunswick-Lüneburg, principessa (n. 1230)
- 4 agosto - Oddone di Borgogna, conte di Nevers, nobile (n. 1230)
- 21 ottobre - Birger Magnusson, politico svedese (n. 1210)
- 29 ottobre - Margherita di Babenberg, nobile austriaca
- 3 dicembre - Enrico III di Slesia, nobile polacco
- Abu Hafs Omar al-Murtada, califfo berbero
- Andronico II di Trebisonda (n. 1240)
- Arig Bek, condottiero e generale mongolo
- Berke, condottiero mongolo
- Pinamonte da Brembate, religioso italiano (n. 1200)
- Margaret de Lacy, nobile britannica
- Mu'ayyad al-Din al-'Urdi, astronomo arabo
- Ruggero di Puglia, monaco cristiano e scrittore italiano (n. 1205)
- Luca Savelli, politico italiano (n. 1190)
- Beatrice di Savoia, nobile (n. 1206)
- Shibani Khan, sovrano e condottiero mongolo
- Ugo di Châlon, nobile (n. 1220)
- Giordano d'Agliano, generale italiano

## Calendario
| Calendario 1266 | Calendario 1266 | Calendario 1266 | Calendario 1266 | Calendario 1266 | Calendario 1266 | Calendario 1266 | Calendario 1266 | Calendario 1266 | Calendario 1266 | Calendario 1266 | Calendario 1266 | Calendario 1266 | Calendario 1266 | Calendario 1266 | Calendario 1266 | Calendario 1266 | Calendario 1266 | Calendario 1266 | Calendario 1266 | Calendario 1266 | Calendario 1266 | Calendario 1266 | Calendario 1266 | Calendario 1266 | Calendario 1266 | Calendario 1266 | Calendario 1266 | Calendario 1266 | Calendario 1266 | Calendario 1266 | Calendario 1266 | Calendario 1266 |
| --------------- | --------------- | --------------- | --------------- | --------------- | --------------- | --------------- | --------------- | --------------- | --------------- | --------------- | --------------- | --------------- | --------------- | --------------- | --------------- | --------------- | --------------- | --------------- | --------------- | --------------- | --------------- | --------------- | --------------- | --------------- | --------------- | --------------- | --------------- | --------------- | --------------- | --------------- | --------------- | --------------- |
|                 | 1               | 2               | 3               | 4               | 5               | 6               | 7               | 8               | 9               | 10              | 11              | 12              | 13              | 14              | 15              | 16              | 17              | 18              | 19              | 20              | 21              | 22              | 23              | 24              | 25              | 26              | 27              | 28              | 29              | 30              | 31              |                 |
| Gennaio         | Ve              | Sa              | Do              | Lu              | Ma              | Me              | Gi              | Ve              | Sa              | Do              | Lu              | Ma              | Me              | Gi              | Ve              | Sa              | Do              | Lu              | Ma              | Me              | Gi              | Ve              | Sa              | Do              | Lu              | Ma              | Me              | Gi              | Ve              | Sa              | Do              |                 |
| Febbraio        | Lu              | Ma              | Me              | Gi              | Ve              | Sa              | Do              | Lu              | Ma              | Me              | Gi              | Ve              | Sa              | Do              | Lu              | Ma              | Me              | Gi              | Ve              | Sa              | Do              | Lu              | Ma              | Me              | Gi              | Ve              | Sa              | Do              |                 |                 |                 |                 |
| Marzo           | Lu              | Ma              | Me              | Gi              | Ve              | Sa              | Do              | Lu              | Ma              | Me              | Gi              | Ve              | Sa              | Do              | Lu              | Ma              | Me              | Gi              | Ve              | Sa              | Do              | Lu              | Ma              | Me              | Gi              | Ve              | Sa              | Do              | Lu              | Ma              | Me              |                 |
| Aprile          | Gi              | Ve              | Sa              | Do              | Lu              | Ma              | Me              | Gi              | Ve              | Sa              | Do              | Lu              | Ma              | Me              | Gi              | Ve              | Sa              | Do              | Lu              | Ma              | Me              | Gi              | Ve              | Sa              | Do              | Lu              | Ma              | Me              | Gi              | Ve              |                 |                 |
| Maggio          | Sa              | Do              | Lu              | Ma              | Me              | Gi              | Ve              | Sa              | Do              | Lu              | Ma              | Me              | Gi              | Ve              | Sa              | Do              | Lu              | Ma              | Me              | Gi              | Ve              | Sa              | Do              | Lu              | Ma              | Me              | Gi              | Ve              | Sa              | Do              | Lu              |                 |
| Giugno          | Ma              | Me              | Gi              | Ve              | Sa              | Do              | Lu              | Ma              | Me              | Gi              | Ve              | Sa              | Do              | Lu              | Ma              | Me              | Gi              | Ve              | Sa              | Do              | Lu              | Ma              | Me              | Gi              | Ve              | Sa              | Do              | Lu              | Ma              | Me              |                 |                 |
| Luglio          | Gi              | Ve              | Sa              | Do              | Lu              | Ma              | Me              | Gi              | Ve              | Sa              | Do              | Lu              | Ma              | Me              | Gi              | Ve              | Sa              | Do              | Lu              | Ma              | Me              | Gi              | Ve              | Sa              | Do              | Lu              | Ma              | Me              | Gi              | Ve              | Sa              |                 |
| Agosto          | Do              | Lu              | Ma              | Me              | Gi              | Ve              | Sa              | Do              | Lu              | Ma              | Me              | Gi              | Ve              | Sa              | Do              | Lu              | Ma              | Me              | Gi              | Ve              | Sa              | Do              | Lu              | Ma              | Me              | Gi              | Ve              | Sa              | Do              | Lu              | Ma              |                 |
| Settembre       | Me              | Gi              | Ve              | Sa              | Do              | Lu              | Ma              | Me              | Gi              | Ve              | Sa              | Do              | Lu              | Ma              | Me              | Gi              | Ve              | Sa              | Do              | Lu              | Ma              | Me              | Gi              | Ve              | Sa              | Do              | Lu              | Ma              | Me              | Gi              |                 |                 |
| Ottobre         | Ve              | Sa              | Do              | Lu              | Ma              | Me              | Gi              | Ve              | Sa              | Do              | Lu              | Ma              | Me              | Gi              | Ve              | Sa              | Do              | Lu              | Ma              | Me              | Gi              | Ve              | Sa              | Do              | Lu              | Ma              | Me              | Gi              | Ve              | Sa              | Do              |                 |
| Novembre        | Lu              | Ma              | Me              | Gi              | Ve              | Sa              | Do              | Lu              | Ma              | Me              | Gi              | Ve              | Sa              | Do              | Lu              | Ma              | Me              | Gi              | Ve              | Sa              | Do              | Lu              | Ma              | Me              | Gi              | Ve              | Sa              | Do              | Lu              | Ma              |                 |                 |
| Dicembre        | Me              | Gi              | Ve              | Sa              | Do              | Lu              | Ma              | Me              | Gi              | Ve              | Sa              | Do              | Lu              | Ma              | Me              | Gi              | Ve              | Sa              | Do              | Lu              | Ma              | Me              | Gi              | Ve              | Sa              | Do              | Lu              | Ma              | Me              | Gi              | Ve              |                 |